# Nupserha quadricostata
Nupserha quadricostata är en skalbaggsart som först beskrevs av Hintz 1911.  Nupserha quadricostata ingår i släktet Nupserha och familjen långhorningar. Inga underarter finns listade i Catalogue of Life.